# 布罗米利 (肯塔基州)
布罗米利（英語：Bromley），是美国肯塔基州的一座城市。面积约为1平方公里（0.4平方英里）。根据2010年美国人口普查，该市的人口为763人。